# Xanthichthys lineopunctatus
Xanthichthys lineopunctatus är en fiskart som först beskrevs av Hollard 1854.  Xanthichthys lineopunctatus ingår i släktet Xanthichthys och familjen tryckarfiskar. Inga underarter finns listade i Catalogue of Life.